# آمنمحات سوم

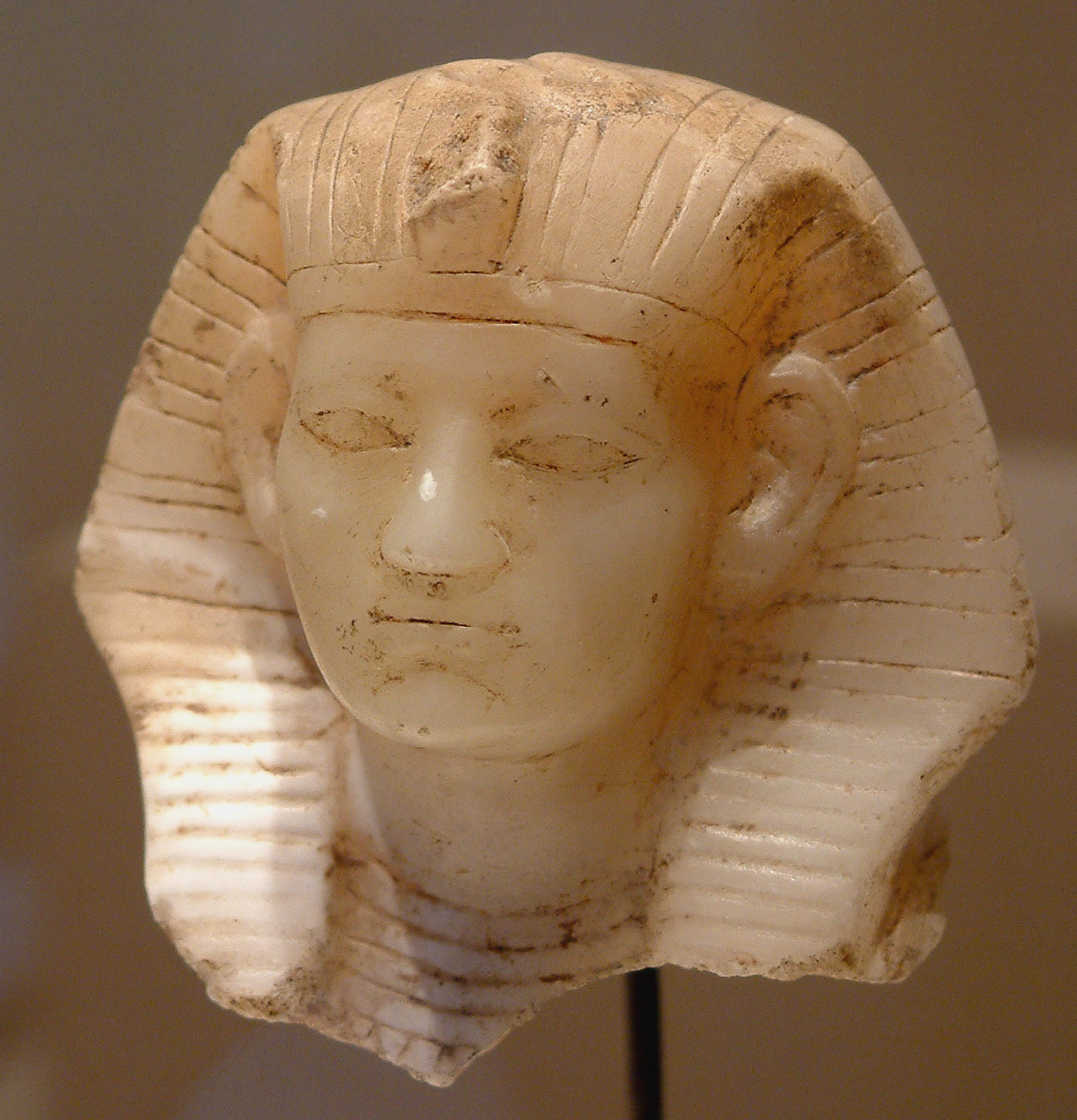
تندیس سر آمنمحات سوم در موزه لوور

آمِنِمحات سوم (انگلیسی: Amenemhat؛ ‏مصری باستان: Ỉmn-m-hꜣt؛ معنی تحت‌اللفظی: آمون در روبروست) فرعون دودمان دوازدهم مصر باستان بود. او بزرگ‌ترین فرمانروای پادشاهی میانه مصر بود. او بیست سال در کنار پدرش سنوسرت سوم و باهم به فرمانروایی پرداخته بود. نام دیگر وی نیماترع (Nimaatre) بود به معنای وابسته به بخشش رع.
او نخستین هرم را در دهشور ساخت (هرم سیاه)، ولی برای پاره‌ای مشکل ساختش رها شد. پس از پانزده سال که از پادشاهی او می‌گذشت، فرعون تصمیم به ساخت هرم دیگری در هواره گرفت. هرم دهشور برای خاکسپاری چند تن از زنان دودمان پادشاهی به کار گرفته شد.
هرم آرامگاه او در هواره نزدیکی فیوم همان است که هرودوت و دیودور سیسیلی از آن با نام دخمه پرپیچ‌وخم نامبرده‌اند. استرابون از این هرم به عنوان یک شگفتی جهان نام می‌برد. برای این هرم از تدبیرهای امنیتی ویژه‌ای سود برده شده بود. با اینهمه به آرامگاه وی در روزگار گذشته دستبرد زده شده است. دختر وی نفروپتاح در هرم دیگری -که در ۱۹۵۶ یافته شد- به خاک سپرده شد. 
پس از او آمنمحات چهارم به پادشاهی رسید، او واپسین شاه از دودمان دوازدهم بود.